# Ireland's Call
Ireland's Call és una cançó irlandesa, himne de l'equip nacional de rugbi d'Irlanda (Irish Rugby Football Union), formació que representa conjuntament la república d'Irlanda i els comtats d'Irlanda del Nord. Des de fa temps ha estat adoptada també per les seleccions irlandeses d'altres esports, com l'hoquei i el cricket.
La cançó va ser escrita per Phil Coulter en 1995 a partir d'una petició de la Federació Irlandesa de Rugbi.
L'equip d'Irlanda de rugbi reagrupa les dues parts separades de l'Illa (Irlanda del Nord i la República d'Irlanda). Quan els partits tenen lloc a Dublín dos himnes sonen junts: Amhrán na bhFiann (La cançó del soldat, l'himne d'Irlanda) i l'Ireland's Call. A l'estranger solament es canta l'Ireland's Call abans dels partits.